# Polyptyque de saint Grégoire
Le polyptyque de saint Grégoire – en italien Polittico di San Gregorio – est un polyptyque réalisé en 1473 par le peintre italien Antonello de Messine. Exécutée a tempera sur bois, l'œuvre, initialement placée dans l'église Saint-Grégoire de Messine, est conservée depuis la restauration des éléments disponibles au musée régional de Messine, à Messine, en Sicile.

## Description des panneaux
Cet ensemble est centré sur une Vierge à l'Enfant que couronnent des anges, les panneaux latéraux figurant Grégoire Ier et Benoît de Nursie. 
Les panneaux latéraux du haut constituent une Annonciation d'encadrement, probablement autour d'une Déposition du Christ ou un Christ en homme de douleurs, élément central disparu.
Le compartiment central fait 129 × 76 cm, les latéraux 125 × 63 cm, le supérieur gauche 65 × 62 cm et le droit 65 × 55 cm. 
Il est déductible que son emplacement d'origine était latéral, la niche derrière la Vierge étant décalée vers la droite, une accentuation perspective illusionniste renforcée par les livres du registre supérieur « vus d'en bas » (da sott'in su), et les pieds des saints débordant du cadre.

Registre supérieur
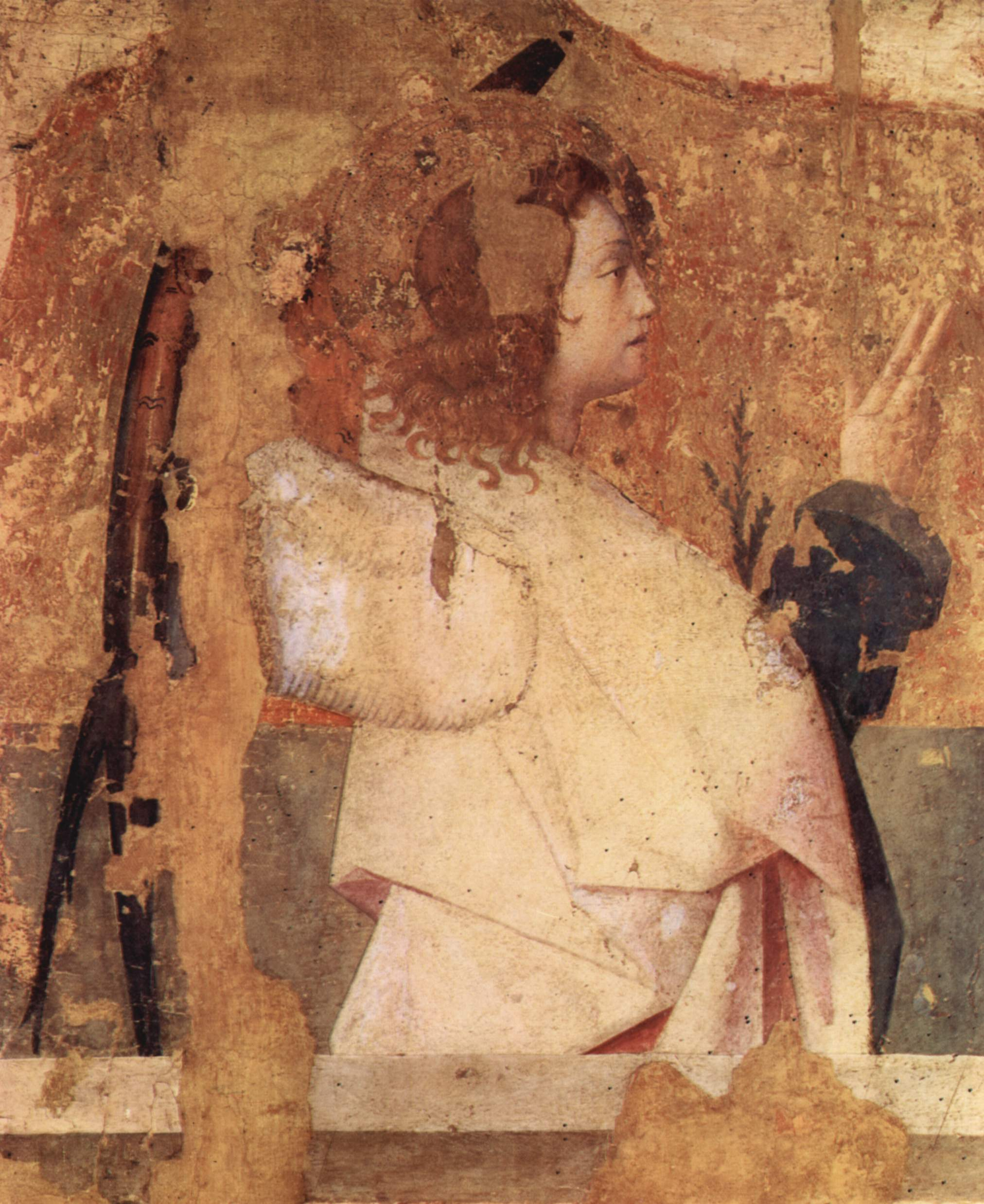
Ange annonciateur.
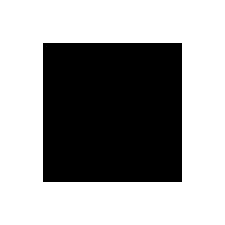
Élément perdu.
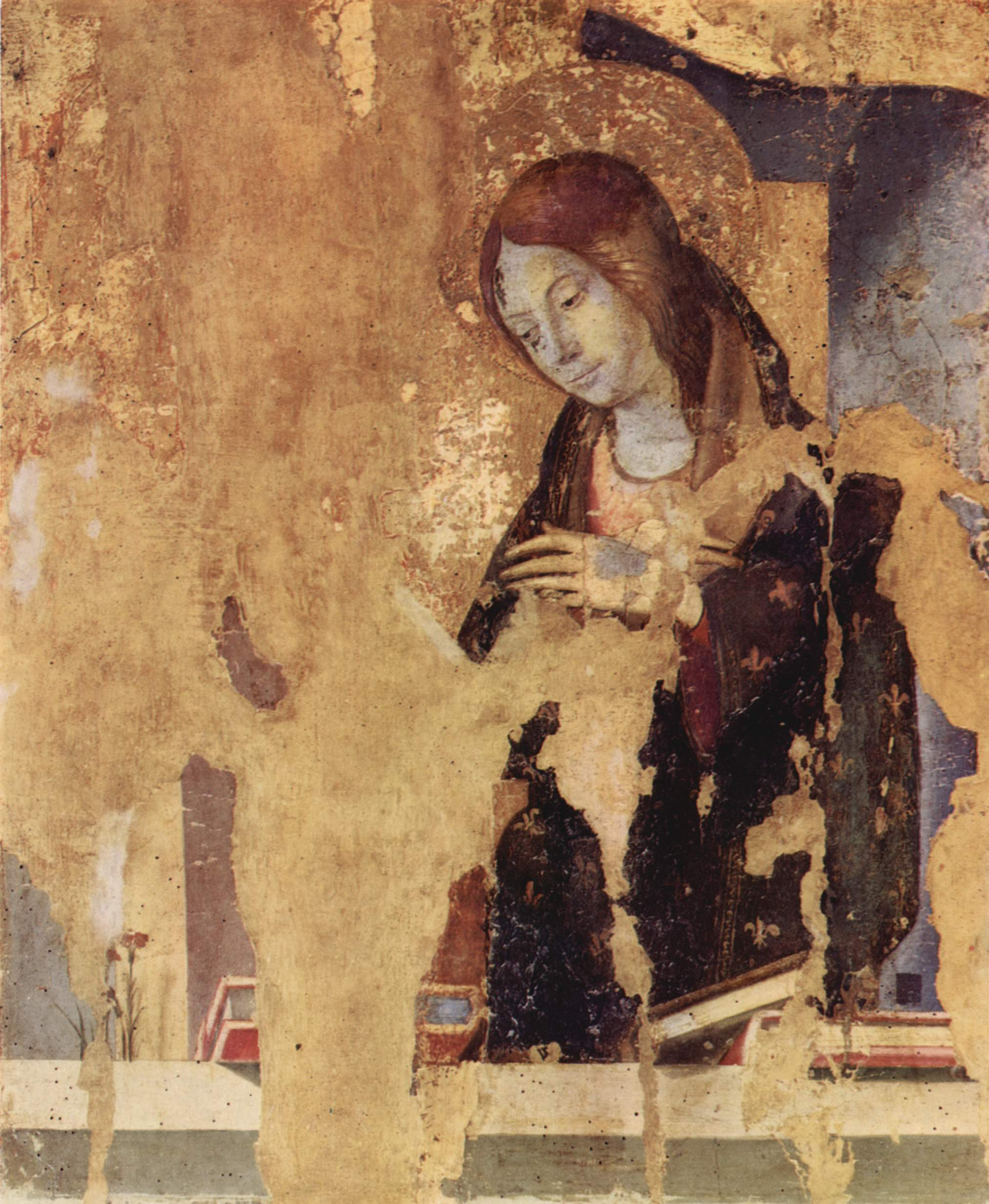
Vierge annoncée.

Registre central
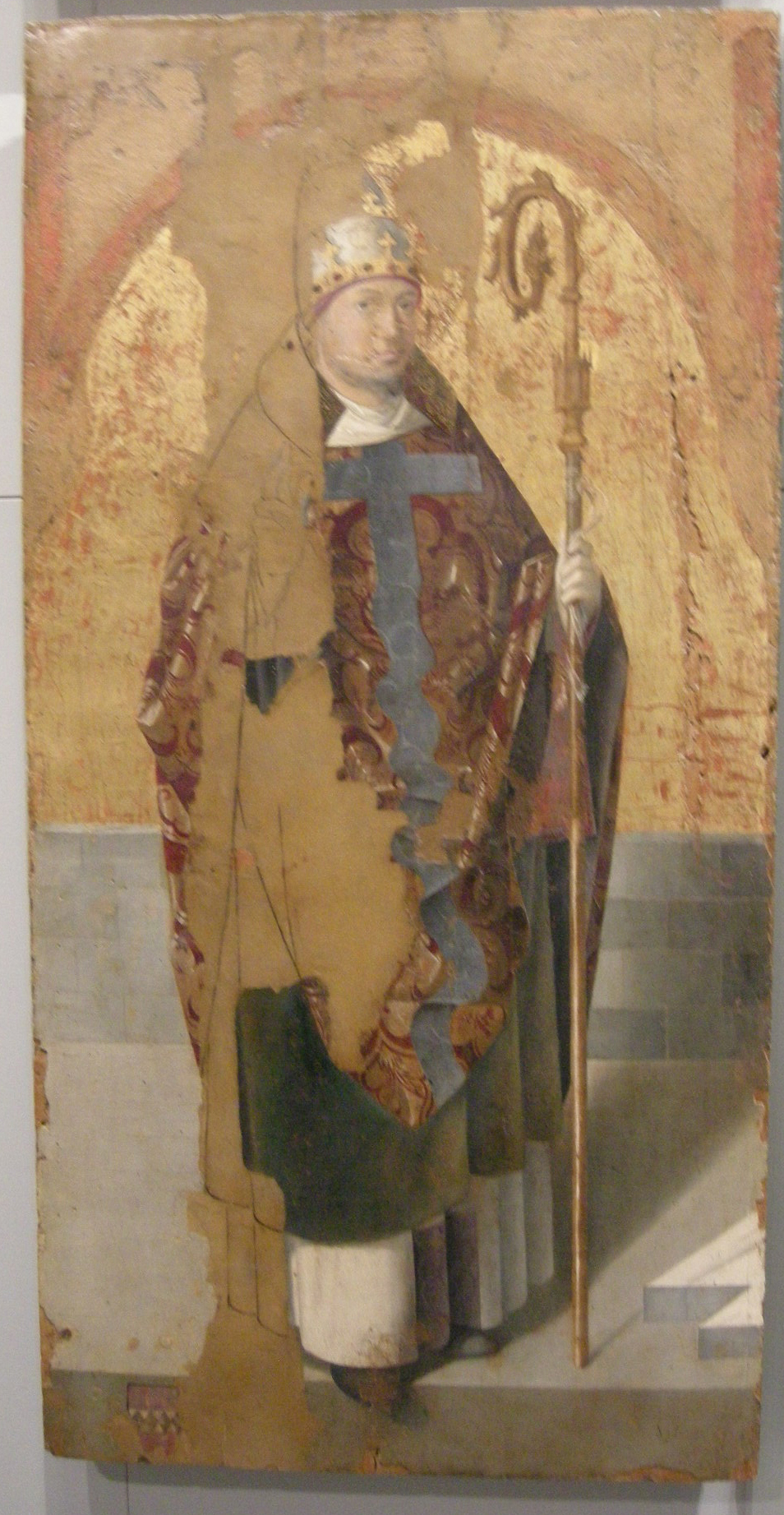
Grégoire Ier.
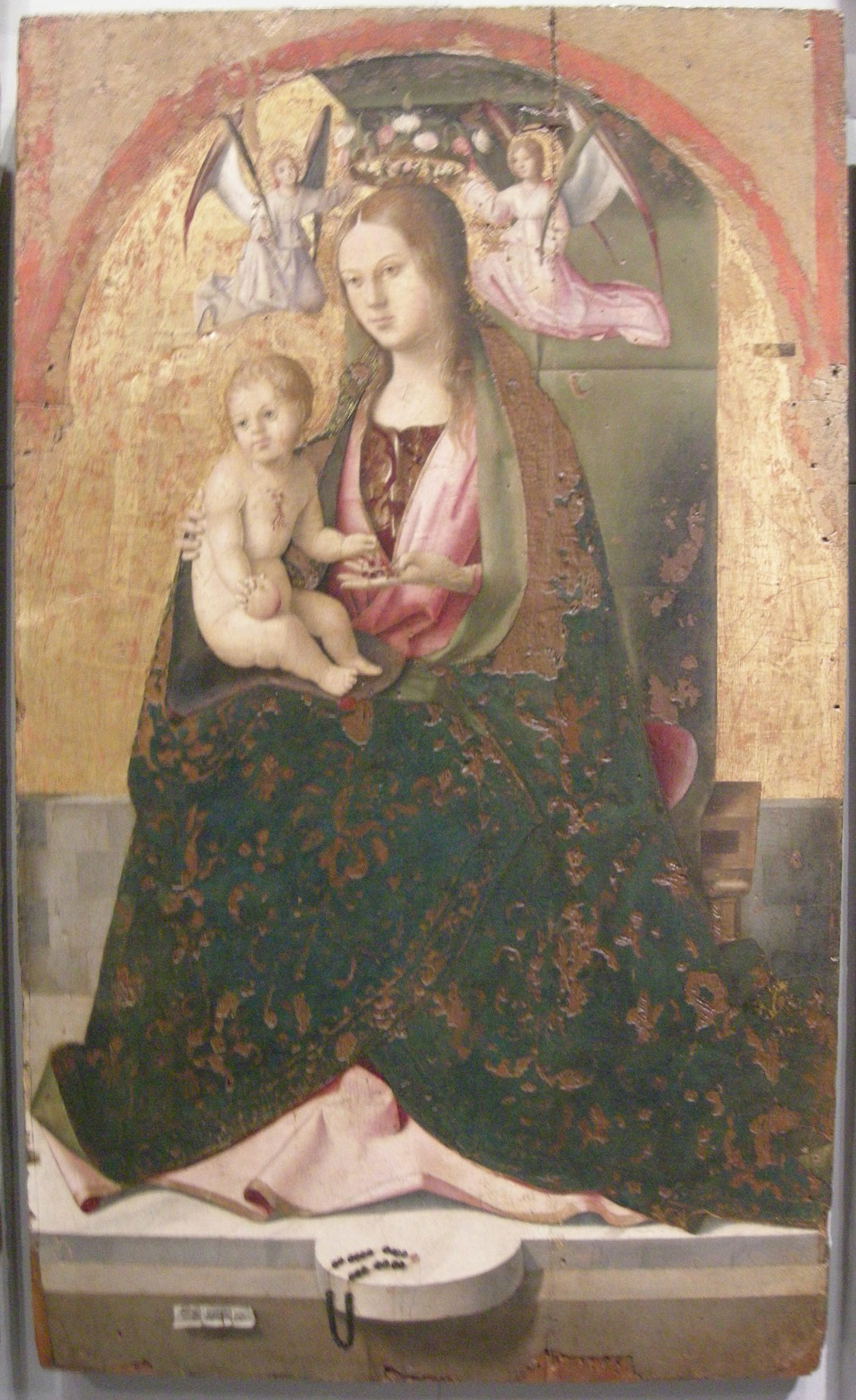
Couronnement de la Vierge.
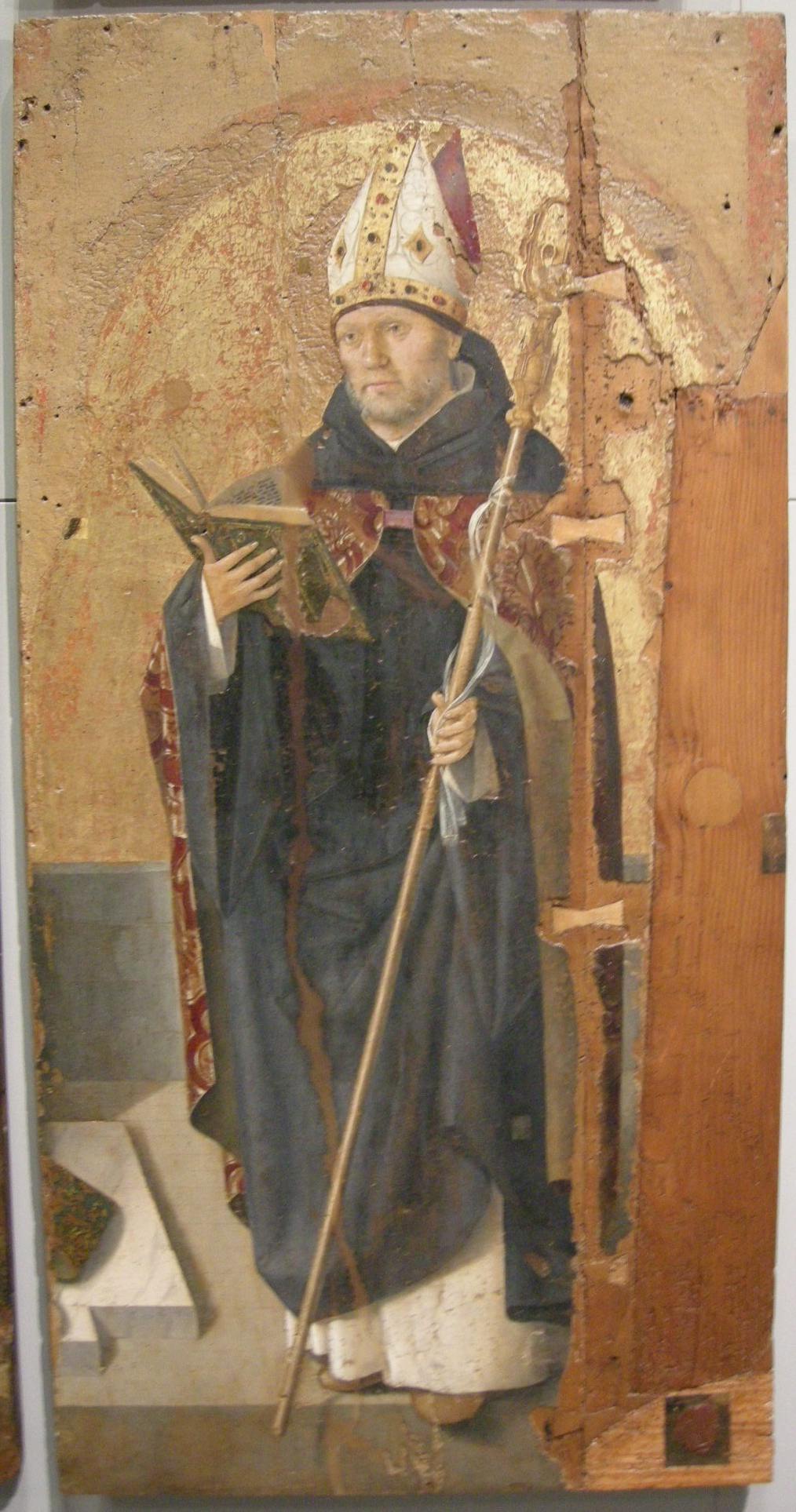
Benoît de Nursie.